# Бородино (Брянская область)
Бородино́ (в старину — также Бородина) — деревня в Выгоничском районе Брянской области, в составе Лопушского сельского поселения. Расположена в 4 км к юго-западу от пгт Выгоничи. Население — 30 человек (2010).

## История
Упоминается с XVII века; бывшее владение Московского Вознесенского монастыря. Входила в приход села Козловки.
Первоначально входила в Брянский уезд; с последней четверти XVIII века до 1922 года в Трубчевском уезде (с 1861 года — в составе Уручьенской волости, позднее в Красносельской, с 1918 года в Крестовской волости). С конца XIX века действовала школа грамоты.
В 1922—1929 гг. в Выгоничской волости Бежицкого уезда; с 1929 г. в Выгоничском районе, а в период его временного расформирования — в Брянском (1932—1939, 1965—1977), Почепском (1963—1965) районе. В 1959—1960 гг. входила в Выгоничский сельсовет.
У южной окраины деревни — железнодорожный разъезд (43 км) на линии Брянск — Гомель.

## Известные уроженцы
- Катюшин, Василий Александрович (1897—1954) — советский военачальник, полковник.